# Laurembergia tetrandra
Laurembergia tetrandra là một loài thực vật có hoa trong họ Haloragaceae. Loài này được (Schott) Kanitz miêu tả khoa học đầu tiên năm 1882.